# 八巻秀
八巻 秀（やまき しゅう、1963年 - 2024年8月11日）は、日本の臨床心理学者・臨床心理士・指導催眠士。修士（心理学）。岩手県生まれ。専門は臨床心理学、家族療法、ブリーフセラピー、アドラー心理学、催眠療法、自律訓練法、オープンダイアローグ。

## 経歴
- 東京理科大学理学部卒業後、東京都内の私立中高一貫校の数学教師となる[1]。
- 1994年3月　駒澤大学大学院人文科学研究科心理学専攻修了。
- 2001年4月　秋田大学教育文化学部附属教育実践総合センター助教授[1]。
- 2006年　東京都立川市にやまき心理臨床オフィスを開業し、同代表を務める。
- 2007年4月　秋田大学大学院教育学研究科学校教育専攻心理教育実践専修教授。
- 2008年4月　駒澤大学文学部心理学科教授[1]。
- 2018年4月　やまき心理臨床オフィス　スーパーバイザーに就任[1]。
- 2019年4月　SYプラクティス代表[1]。
- 2024年8月 死去（61歳没）[2]。

## 所属学会
- 日本臨床心理士会 会員
- 東京臨床心理士会 会員
- 日本心理臨床学会 正会員
- 日本個人心理学会　正会員（常任理事：事務局長）
- 日本ブリーフサイコセラピー学会 会員（理事：研修委員）
- 日本家族研究・家族療法学会 会員
- 日本精神分析学会 会員
- 日本アドラー心理学会 会員
- 日本催眠医学心理学会 会員
- 日本質的心理学会 会員

## 著書
- オープンダイアローグとコラボレーション──家族療法・ナラティヴとその周辺（遠見書房 2024年8月31日)　ISBN 978-4866162027
- 公認心理師ハンドブック 心理支援編（北大路書房） 2024年7月)　ISBN 978-4-76283-258-1
- 「かかわり」の心理臨床──催眠臨床・家族療法・ブリーフセラピーにおける関係性 （遠見書房 　2023年6月)　ISBN 978-4-86616-172-3
- 定年後の人生を変えるアドラー心理学 Adler’s Barへようこそ　（講談社　2018年12月15日)　ISBN 978-4065140215
- 思春期・青年期支援のためのアドラー心理学入門―どうすれば若者に勇気を与えられるのか　（アルテ 2017年11月1日)　ISBN 978-4434239632
- 催眠トランス空間論と心理療法──セラピストの職人技を学ぶ（遠見書房 　2017年10月26日)　ISBN 978-4866160382
- 臨床アドラー心理学のすすめ──セラピストの基本姿勢からの実践の応用まで（遠見書房　2017年8月8日）ISBN 978-4866160337
- おしえてアドラー先生! こころのなやみ、どうしたらいいの? 学校では教えてくれない、こころの教室（世界文化社 2017年3月）ISBN 978-4-418-17212-2
- 子どもの心と学校臨床 第14号 特集:学校現場で活かすアドラー心理学（編著:遠見書房 2016年2月）ISBN 978-4-86616-006-1
- アドラー心理学によるスクールカウンセリング入門―どうすれば子どもに勇気を与えられるのか（共著:アルテ 2015年12月）ISBN 978-4-434-21364-9
- アドラー心理学 ―人生を変える思考スイッチの切り替え方―（ナツメ社 2015年6月）ISBN 978-4-8163-5853-1
- アドラー臨床心理学入門（アルテ社 2015年5月）ISBN 978-4-434-20489-0
- ナラティヴ，あるいは コラボレイティヴな臨床実践をめざすセラピストのために（共著 ：遠見書房）ISBN 978-4-904536-27-8
- いつもこころに休日を；家族と自分を見つめる心理カウンセリング54（共著：成美堂）ISBN 4-415-00893-3
- 現代のエスプリ No.387；特集イメージ療法（共著 ：至文堂）ISBN 4-7843-5387-9
- 心といのちの処方箋（共著： 秋田魁新報社）ISBN 4-87020-243-3

## メディア出演
- NHKあさイチ「特集：聞いて！我が家の想定外」のコメンテーター　(2018年5月23日)
- NHKあさイチ「アドラー心理学について」のコメンテーター　(2016年5月23日)